# آرامگاه شاه قلندر
بقعه شاه قلندر مربوط به اواخر سدهٔ 8 ه‍.ق - دوره ایلخانی است منتسب به شاه مستنصربالله ثانی امام سی و دوم فرقه قاسم شاهیان اسماعیلیه میباشد که توسط فرزندش شاه عبدالسلام بنا گردیده . در دیواره های داخلی بنا خطوط خوجکی از زائران هندی و پاکستانی و تاجیکستانی در سده های مختلف به جا مانده بود که متاسفانه در حال حاضر از بین رفته اند  و در شهرستان اراک، روستای انجدان واقع شده و این اثر در تاریخ ۱۹ مهر ۱۳۷۸ با شمارهٔ ثبت ۲۴۵۲ به‌عنوان یکی از آثار ملی ایران به ثبت رسیده‌است.